# Кагреман, Азита
Азита Кагреман (перс. آزیتا قهرمان‎, родилась 1962 года в городе Мешхед, Иран) — иранская поэтесса, прозаик и переводчица.

## Биография
В Иране преподавала персидский язык для англоязычных студентов, а с 2006 года живёт в Швеции, является членом Ассоциации писателей Южной Швеции.
Жена поэта Сограба Рахими (перс. سهراب رحیمی‎)

## Творчество
Стихи и рассказы переведены на шведском, английском, французском, немецком, испанском, украинском, китайском, турецком, датском, русском и других языках.
В переводах Сергея Дзюбы и Надежды Вишневской в начале 2017 года увидела свет книга избранных стихов на украинском, русском и персидском языках Азиты Кагреман «Легче, чем воздух». Этот сборник напечатан в Осло, в Норвегии, в издательстве «Aftab Publication».

## Награды
- Лауреат Премии принца Вильгельма от шведского ПЕН-клуба (2013).
- Лауреат Малой Нобелевской премии — Международной премии имени Людвига Нобеля «Будон» (Удмуртия, 2014).

## Произведения

### Произведения на персидском языке
- Азита Кагреман. Песни Евы: Поэтический сборник. — Мешхед, 1992-1993. (آوازهای حوا، مجموعه شعر، مشهد، ۱۳۷۱)
- Азита Кагреман. Осенние скульптуры: Поэтический сборник. — Мешхед, 1996-1997. (تندیسهای پاییزی، مجموعه شعر، مشهد، ۱۳۷۵)
- Азита Кагреман. Забвение простой ритуал: Поэтический сборник. — Мешхед, 2002-2003. (فراموشی آیین سادهای دارد، مجموعه شعر، مشهد، ۱۳۸۱)
- Азита Кагреман. Здесь пригород ворон: Поэтический сборник. — Швеция, 2010-2011. (اینجا حومههای کلاغ است، مجموعه شعر، سوئد، ۱۳۸۸)
- Азита Кагреман. Пришла женщина, чтобы меня одеть: Поэтический сборник. — Тегеран, 2011-2012. (زنی آمد مرا بپوشد، مجموعه شعر، تهران؛ ۱۳۸۹)
- Азита Кагреман. Мистерии: Поэтический сборник. — Норвегия, 2012-2013. (شبیهخوانی، مجموعه شعر، نروژ؛ ۱۳۹۱)
- Азита Кагреман. Гипноз в кабинете доктора Калигари: Поэтический сборник. — Тегеран, 2014-2015. (هیپنوز در مطب دکتر کالیگاری، مجموعه شعر، تهران، ۱۳۹۳)
- Азита Кагреман. Лодка, который меня привез: Поэтический сборник. — Швеция, 2014-2015. (قایقی که مرا آورد، مجموعه شعر، سوئد، ۱۳۹۳)

### Произведения шведском и английском
- Азита Кагреман. Четырёхкнижье — Швеция: Издательство «Smockadoll», 2010.
- Азита Кагреман. Сеанс гипноза в кабинете доктора Калигари. — Швеция, 2012-2013.
- Азита Кагреман. Избранные стихи на английском. — Лондон, 2012-2013.
- Азита Кагреман. Путевые записки с Серендиба. — Швеция, 2013-2014.
- Азита Кагреман. Путевые записки с Серендиба (англ.). — Швеция, 2014-2015.
- Азита Кагреман. Несколько избранных рассказов на английском. — Швеция, 2015-2016.

### Переводы
- «Там, где кончается тротуар». Шел Силверстайн.
- «Свет тьмы». Тумас Транстремер.
- «Простая сказка». Мари Лондквист.
- «Город без оборонительной стены». Магнус Уильям Ольсон.
- «Женщины в Копенгагене». Нильс Гау.